# Pelosia striata
Pelosia striata là một loài bướm đêm thuộc phân họ Arctiinae, họ Erebidae.